# Derek Plante
Derek Plante (né le 17 janvier 1971 à Cloquet dans l'État du Minnesota aux États-Unis) est un joueur professionnel américain de hockey sur glace devenu entraîneur. Il évoluait au poste de centre.

## Biographie

### Carrière en club
Repêché au 161e rang par les Sabres de Buffalo en 1989 en provenance de son école secondaire à Cloquet, il rejoint l'Université de Minnesota à Duluth dans lequel il joue pour l'équipe de hockey des Bulldogs. Sa quatrième et dernière saison à l'université est couronnée de succès avec une récolte de 92 points (36 buts et 56 assistances) en 37 parties et est nommé dans les équipes d'étoiles de la WCHA et de la NCAA en plus d'être en nomination pour remporter le trophée Hobey Baker, qui est finalement décerné à Paul Kariya.
Il passe directement de l'université à la Ligue nationale de hockey avec les Sabres en 1993-1994. Il connaît une première saison satisfaisante avec une récolte de 56 points en 77 parties lors de sa saison recrue. Il dépasse de nouveau la barre des 50 points en 1995-1996 et en 1996-1997.
Il connaît toutefois des difficultés en 1998-1999, alors qu'il ne marque que 15 points en 41 parties avec les Sabres, qui l'échangent aux Stars de Dallas. Il ne joue six parties avec les Stars lors des séries 1999, alors qu'ils remportent la Coupe Stanley après avoir vaincu en finale l'ancienne équipe de Plante, les Sabres. Plante parvient à avoir son nom gravé sur la coupe bien qu'il n'a pas participé à la finale de la coupe ni joué le nombre de matchs minimum en saison régulière (41) avec l'équipe championne.
Après avoir commencé la saison 1999-2000 avec les Stars où il finit par être assigné dans la Ligue internationale de hockey avec les K-Wings du Michigan, il est échangé aux Blackhawks de Chicago en février 2000. Il joue 17 parties avec l'équipe mais également 4 parties dans la LIH avec les Wolves de Chicago.
En juillet 2000, il signe comme agent libre avec les Flyers de Philadelphie mais finit par passer la majorité de la saison 2000-2001 dans la Ligue américaine de hockey avec les Phantoms de Philadelphie. Il quitte la LNH après cette saison pour l'Europe en joignant le rangs des München Barons au championnat allemand. La saison suivante, il s'aligne pour les ZSC Lions dans la Ligue nationale A suisse. 
Il retourne en Allemagne en disputant deux saisons avec les Adler Mannheim avant de partir pour l'Asie en 2005, lorsqu'il s'entend avec le club japonais des Nippon Paper Cranes en Asia League. À sa première saison, il termine meilleur pointeur de toute la ligue après avoir réalisé 75 points (28 buts et 47 assistances) en 35 parties. La saison suivante, il aide l'équipe à remporter le championnat. Il joue sa dernière saison professionnelle en 2007-2008 avec le SC Langenthal en Ligue nationale B, deuxième échelon suisse.

### Carrière internationale
Il a représenté les États-Unis au niveau international. En sélection jeune, il a pris part à l'édition 1991 du championnat du monde junior. Comme senior, il a participé à six championnats du monde et a remporté une médaille de bronze lors de l'édition 1996.

### Carrière d'entraîneur
Il a été l'entraîneur adjoint de son ancienne équipe à l'université, les Bulldogs de Minnesota-Duluth, de 2010 à 2015.

## Statistiques

### En club
| Saison     | Équipe                       | Ligue       |     | Saison régulière | Saison régulière | Saison régulière | Saison régulière | Saison régulière |   | Séries éliminatoires | Séries éliminatoires | Séries éliminatoires | Séries éliminatoires | Séries éliminatoires |
| Saison     | Équipe                       | Ligue       | PJ  | B                | A                | Pts              | Pun              | PJ               | B | A                    | Pts                  | Pun                  |                      |                      |
| 1989-1990  | Bulldogs de Minnesota-Duluth | WCHA        | 28  | 10               | 11               | 21               | 12               | -                | - | -                    | -                    | -                    |                      |                      |
| 1990-1991  | Bulldogs de Minnesota-Duluth | WCHA        | 36  | 23               | 20               | 43               | 6                | -                | - | -                    | -                    | -                    |                      |                      |
| 1991-1992  | Bulldogs de Minnesota-Duluth | WCHA        | 37  | 27               | 36               | 63               | 28               | -                | - | -                    | -                    | -                    |                      |                      |
| 1992-1993  | Bulldogs de Minnesota-Duluth | WCHA        | 37  | 36               | 56               | 92               | 30               | -                | - | -                    | -                    | -                    |                      |                      |
| 1993-1994  | Sabres de Buffalo            | LNH         | 77  | 21               | 35               | 56               | 24               | 7                | 1 | 0                    | 1                    | 0                    |                      |                      |
| 1994-1995  | Sabres de Buffalo            | LNH         | 47  | 3                | 19               | 22               | 12               | -                | - | -                    | -                    | -                    |                      |                      |
| 1995-1996  | Sabres de Buffalo            | LNH         | 76  | 23               | 33               | 56               | 28               | -                | - | -                    | -                    | -                    |                      |                      |
| 1996-1997  | Sabres de Buffalo            | LNH         | 82  | 27               | 26               | 53               | 24               | 12               | 4 | 6                    | 10                   | 4                    |                      |                      |
| 1997-1998  | Sabres de Buffalo            | LNH         | 72  | 13               | 21               | 34               | 26               | 11               | 0 | 3                    | 3                    | 10                   |                      |                      |
| 1998-1999  | Sabres de Buffalo            | LNH         | 41  | 4                | 11               | 15               | 12               | -                | - | -                    | -                    | -                    |                      |                      |
| 1998-1999  | Stars de Dallas              | LNH         | 10  | 2                | 3                | 5                | 4                | 6                | 1 | 0                    | 1                    | 4                    |                      |                      |
| 1999-2000  | Stars de Dallas              | LNH         | 16  | 1                | 1                | 2                | 2                | -                | - | -                    | -                    | -                    |                      |                      |
| 1999-2000  | K-Wings du Michigan          | LIH         | 13  | 0                | 4                | 4                | 2                | -                | - | -                    | -                    | -                    |                      |                      |
| 1999-2000  | Blackhawks de Chicago        | LNH         | 17  | 1                | 1                | 2                | 2                | -                | - | -                    | -                    | -                    |                      |                      |
| 1999-2000  | Wolves de Chicago            | LIH         | 4   | 2                | 1                | 3                | 2                | 8                | 3 | 1                    | 4                    | 6                    |                      |                      |
| 2000-2001  | Phantoms de Philadelphie     | LAH         | 57  | 18               | 35               | 53               | 19               | -                | - | -                    | -                    | -                    |                      |                      |
| 2000-2001  | Flyers de Philadelphie       | LNH         | 12  | 1                | 2                | 3                | 4                | 5                | 0 | 1                    | 1                    | 0                    |                      |                      |
| 2001-2002  | München Barons               | DEL         | 60  | 20               | 38               | 58               | 22               | 9                | 3 | 7                    | 10                   | 10                   |                      |                      |
| 2002-2003  | ZSC Lions                    | LNA         | 44  | 22               | 24               | 46               | 34               | 10               | 1 | 2                    | 3                    | 4                    |                      |                      |
| 2003-2004  | Adler Mannheim               | DEL         | 39  | 6                | 16               | 22               | 40               | 6                | 0 | 0                    | 0                    | 2                    |                      |                      |
| 2004-2005  | Adler Mannheim               | DEL         | 44  | 6                | 7                | 13               | 22               | 7                | 0 | 0                    | 0                    | 0                    |                      |                      |
| 2005-2006  | Nippon Paper Cranes          | Asia League | 35  | 28               | 47               | 75               | 64               | 8                | 7 | 8                    | 15                   | 4                    |                      |                      |
| 2006-2007  | Nippon Paper Cranes          | Asia League | 24  | 20               | 27               | 47               | 42               | 7                | 6 | 7                    | 13                   | 12                   |                      |                      |
| 2007-2008  | SC Langenthal                | LNB         | 38  | 24               | 20               | 44               | 30               | 4                | 3 | 0                    | 3                    | 6                    |                      |                      |
| Totaux LNH | Totaux LNH                   | Totaux LNH  | 450 | 96               | 152              | 248              | 140              | 41               | 6 | 10                   | 16                   | 18                   |                      |                      |

### En équipe nationale
| Année | Compétition                 |   | PJ | B | A | Pts | Pun                |  | Résultat |
| 1991  | Championnat du monde junior | 7 | 1  | 2 | 3 | 4   | 4e place           |  |          |
| 1992  | Championnat du monde        | 6 | 0  | 1 | 1 | 0   | 8e place           |  |          |
| 1993  | Championnat du monde        | 6 | 1  | 0 | 1 | 2   | 6e place           |  |          |
| 1996  | Championnat du monde        | 8 | 1  | 1 | 2 | 4   | Médaille de bronze |  |          |
| 2000  | Championnat du monde        | 7 | 1  | 1 | 2 | 4   | 5e place           |  |          |
| 2001  | Championnat du monde        | 9 | 0  | 2 | 2 | 2   | 4e place           |  |          |
| 2002  | Championnat du monde        | 7 | 2  | 1 | 3 | 2   | 7e place           |  |          |

## Trophées et honneurs personnels
- 1991-1992 : nommé dans la deuxième équipe d'étoiles de la WCHA.
- 1992-1993 : 
  - nommé dans la première équipe d'étoiles de la WCHA.
  - nommé joueur de l'année de la WCHA.
  - nommé dans la première équipe d'étoiles de la région Ouest de la NCAA.
- 1998-1999 : champion de la Coupe Stanley avec les Stars de Dallas.
- 2006-2007 : champion d'Asie avec les Nippon Paper Cranes.